# Samir Belamri
Samir Belamri (20 aprile 1982) è un giocatore di beach soccer francese, di ruolo portiere.
Dal 2008 è tesserato per il club dello Stade Olympique Cassis Carnoux.
Ha partecipato, vestendo la maglia della nazionale francese, alla Coppa del mondo di beach soccer del 2007 (Copacabana, 2 - 11 novembre 2007), giungendo con la sua squadra fino in semifinale, persa contro il Brasile, che nell'occasione si è laureato campione.
In seguito Belamri ha preso parte, sempre con la nazionale del suo paese, all'Euro Beach Soccer Cup 2009 (Roma, 21 - 24 maggio 2009). Nel torneo la squadra transalpina è stata sconfitta dalla Svizzera (9-3) al primo turno, ma ha poi sconfitto 3-1 l'Italia nella semifinale per i piazzamenti 5º-8º posto, venendo però battuta dalla Russia per 8-4 classificandosi così al sesto posto.